# Peter R. Hunt
Peter Roger Hunt (* 11. März 1925 in London; † 14. August 2002 in Santa Monica) war ein britischer Filmeditor und Regisseur.

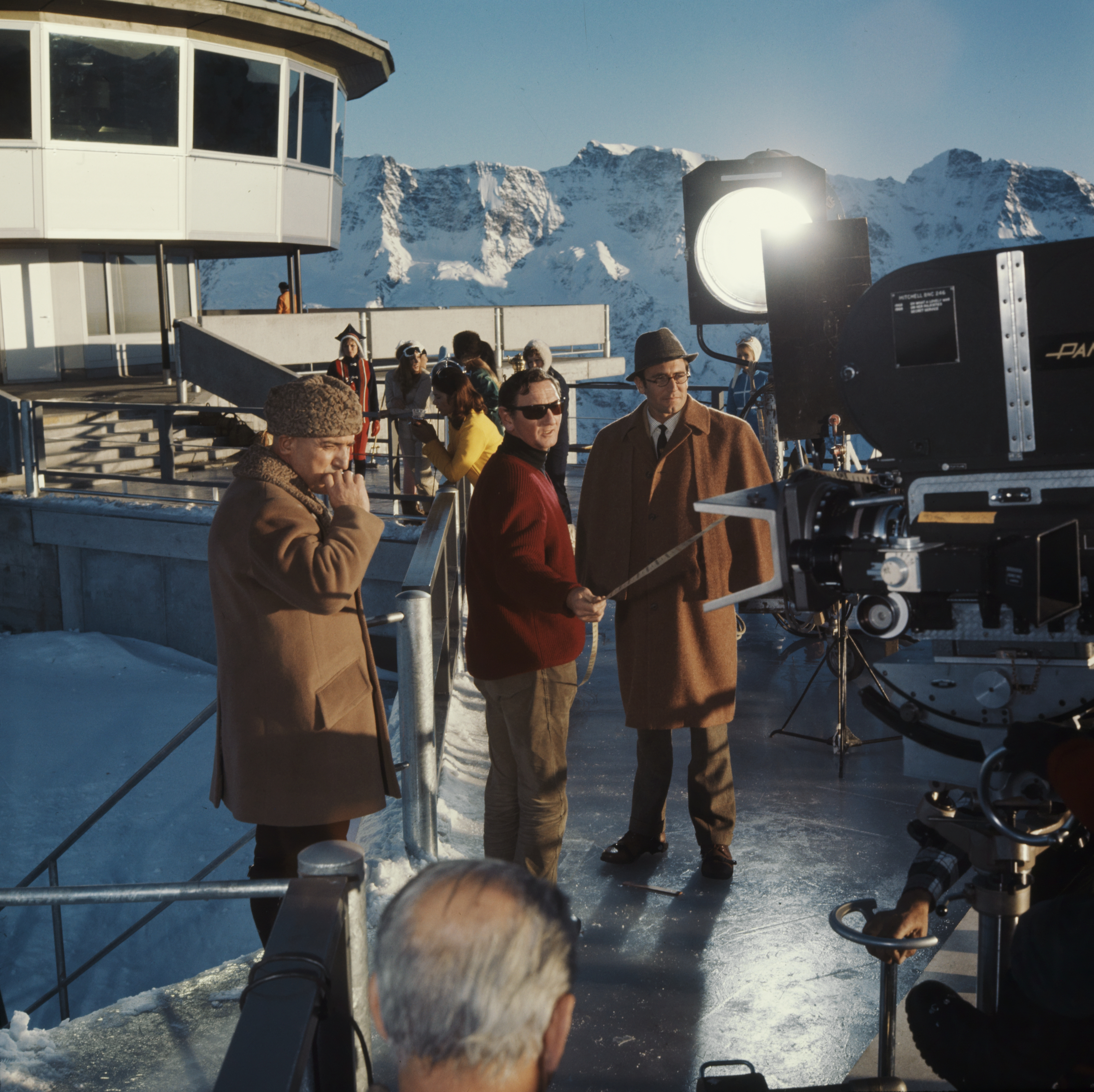
Peter Hunt (Bildmitte, mit Maßband) mit Telly Savalas und George Lazenby bei den Dreharbeiten zu Im Geheimdienst Ihrer Majestät

## Werdegang
Peter Hunt sammelte bereits in Der Dieb von Bagdad und Leben und Sterben des Colonel Blimp erste Filmerfahrungen. Nach dem Krieg und nach einem Geige- und Kunstgeschichtestudium kehrte er erneut als Schnittassistent zum britischen Film zurück. In Filmen wie Fähre nach Hongkong, Die letzte Fahrt der Bismarck, Rebellion oder Ipcress – streng geheim war er schließlich selbst für den Schnitt verantwortlich. Er arbeitete nicht weniger als fünfmal mit Terence Young und siebenmal mit Lewis Gilbert zusammen.
In James Bond jagt Dr. No wandte Peter Hunt erstmals den Jump Cut an. Der Filmserie blieb er auch in Liebesgrüße aus Moskau, Goldfinger, Feuerball und Man lebt nur zweimal treu. In den beiden letztgenannten Filmen überwachte er neben dem Schnitt auch das zweite Kamerateam. Aufgrund seiner bisherigen Leistungen durfte er im sechsten James-Bond-Film die Regie übernehmen. Der Film Im Geheimdienst Ihrer Majestät spielte die Kosten mühelos wieder ein, konnte aber die finanziellen Ergebnisse der Vorgängerfilme nicht mehr erreichen. Einhellig wurden die Actionszenen und der Schnitt gelobt.
Das Angebot der Eon Productions für einen weiteren James-Bond-Film nahm Peter Hunt nicht mehr wahr. Neben gelegentlichen Fernsehaufträgen kamen weitere Actionfilme hinzu, in denen er noch zweimal mit Roger Moore, Lee Marvin und Charles Bronson zusammenarbeitete. Aus dem Rahmen fiel die Literaturverfilmung Gullivers Reisen, der gekonnt Real- und Trickfilmaufnahmen kombinierte. Die Regie für Sag niemals nie lehnte er aus Respekt vor Albert R. Broccoli ab.
Sein Adoptivsohn ist Nicholas Kourtis. Peter Hunt starb an Herzversagen.

## Filmografie (Auswahl)

### Schnitt
- 1950: Die schwarze Füchsin (Gone to Earth) (Schnittassistent)
- 1954: Stranger from Venus
- 1956: An vorderster Front (A Hill in Korea)
- 1957: Zustände wie im Paradies (The Admirable Crichton)
- 1959: Fähre nach Hongkong (Ferry to Hong Kong)
- 1960: Die letzte Fahrt der Bismarck (Sink the Bismarck!)
- 1962: Rebellion (H.M.S. Defiant)
- 1962: James Bond – 007 jagt Dr. No (Dr. No)
- 1963: James Bond 007 – Liebesgrüße aus Moskau (From Russia with Love)
- 1964: James Bond 007 – Goldfinger (Goldfinger)
- 1965: Ipcress – streng geheim (The Ipcress File)
- 1965: James Bond 007 – Feuerball (Thunderball)
- 1967: James Bond 007 – Man lebt nur zweimal (You Only Live Twice)

### Regie
- 1969: Im Geheimdienst Ihrer Majestät (On Her Majesty’s Secret Service)
- 1974: Gold
- 1976: Brüll den Teufel an (Shout at the Devil)
- 1977: Gullivers Reisen (Gulliver’s Travels)
- 1981: Yukon (Death Hunt)
- 1984: Die letzten Tage von Pompeji (The Last Days of Pompeii) (Fernsehfilm)
- 1985: Wildgänse 2 (Wild Geese II)
- 1986: Hyper Sapien - People from Another Star
- 1987: Der Mordanschlag (Assassination)
- 1991: Und es gab nur einen Zeugen (Eyes of a Witness) (Fernsehfilm)